# Ancistrosoma flavovittatum
Ancistrosoma flavovittatum är en skalbaggsart som beskrevs av Blanchard 1850. Ancistrosoma flavovittatum ingår i släktet Ancistrosoma och familjen Melolonthidae. Inga underarter finns listade i Catalogue of Life.